# 발렌티나 레스카이

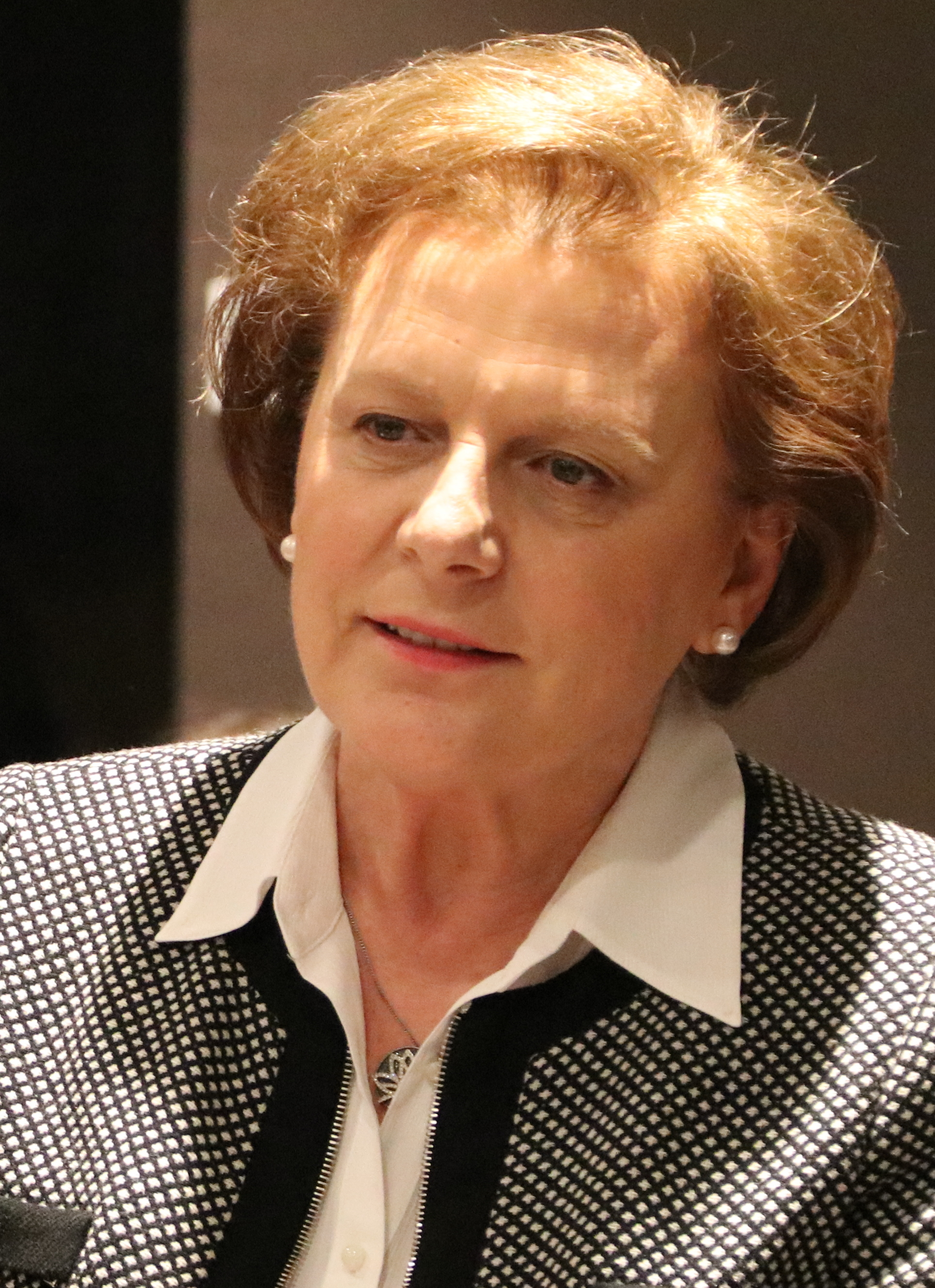
발렌티나 레스카

발렌티나 레스카(Valentina Leskaj, 1948년 11월 1일 ~ )는 1997년부터 2017년까지 알바니아 사회당을 위해 활동한 알바니아의 정치인이다. 2017년 정치계를 떠나기로 결정하였다.